# 궁니르

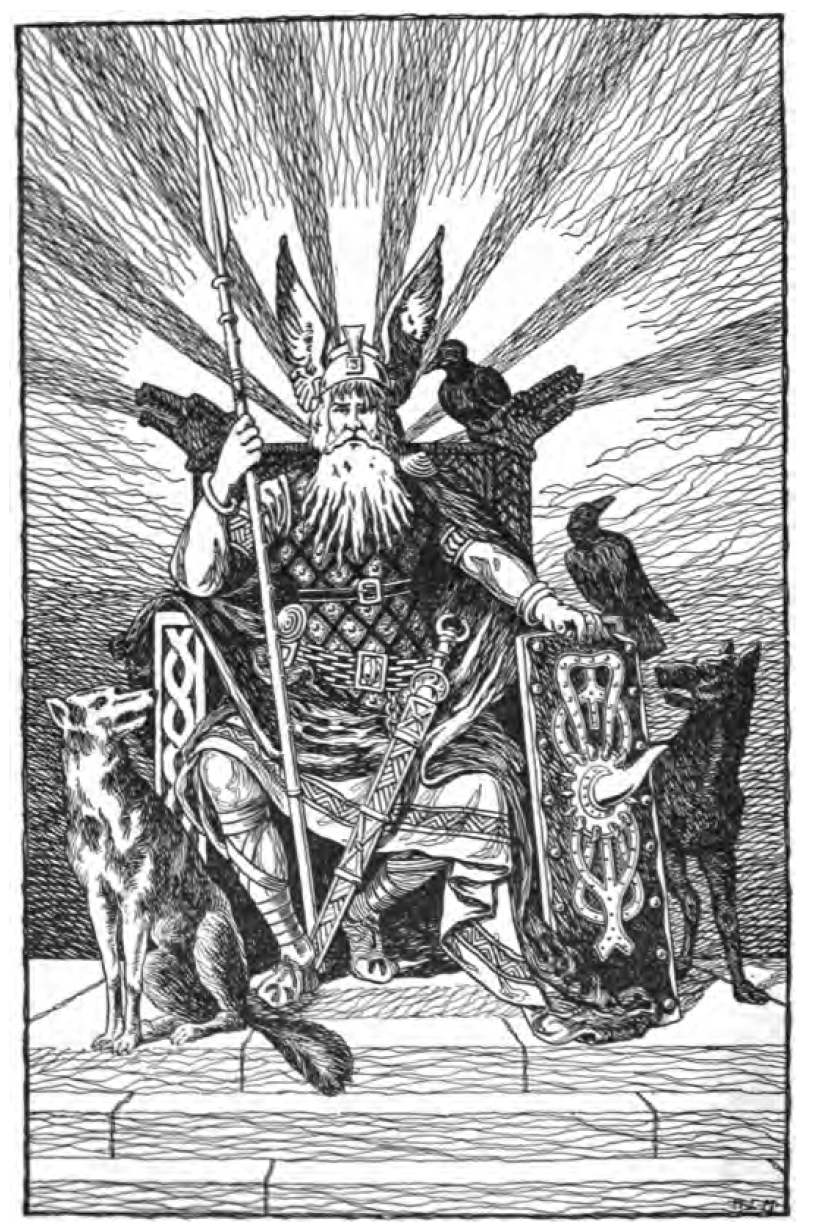
완전무장하고 있는 오딘의 모습. 오른손에 들고 있는 창이 궁니르이다.

궁니르(Gungnir)는 북유럽 신화의 주신인 오딘을 대표하는 무기이다.궁니르는 로키가 드워프(드베르그)이발디의 아들들을 시켜 만든 3가지 신들의 보물 중 한가지이다. 궁니르는 어떤 표적이든 던지면 무조건 맞히는 오딘이 신들의 왕임을 보여주는 물건이다.

## 같이 보기
- 브락테아테
- 게 볼그